# Copa Tiger de 1996
A Copa Tiger de 1996 foi a edição inaugural do Campeonato da ASEAN, patrocinada pela cerveja Tiger.  Foi realizada em Singapura no período de 1 de Setembro a 15 de Setembro de 1996.

## Times
Todos os seis membros fundadores da Federação de Futebol da ASEAN (FFA) foram participantes, com as nações da antiga Indochina como convidadas, visto que não faziam parte da federação de futebol naquele momento .
| Membros Fundadores - Brunei - Indonésia - Malásia - Filipinas - Singapura - Tailândia |  | Convidados - Camboja - Laos - Myanmar - Vietnã |

## Estádios
| Kallang            | Jurong            |
| ------------------ | ----------------- |
| National Stadium   | Jurong Stadium    |
| Capacidade: 55,000 | Capacidade: 6,000 |
|                    |                   |

## Campeonato

### Fase de grupos
| Classificação                                                       |
| ------------------------------------------------------------------- |
| Os dois primeiros lugares de cada grupo avançam para as semi-finais |

#### Grupo A
| Time      | Ptd | V | E | D | GP | GC | SG  | Pts |
| --------- | --- | - | - | - | -- | -- | --- | --- |
| Indonésia | 4   | 3 | 1 | 0 | 15 | 3  | +12 | 10  |
| Vietnã    | 4   | 2 | 2 | 0 | 9  | 4  | +5  | 8   |
| Myanmar   | 4   | 2 | 0 | 2 | 11 | 12 | −1  | 6   |
| Laos      | 4   | 1 | 1 | 2 | 5  | 10 | −5  | 4   |
| Camboja   | 4   | 0 | 0 | 4 | 1  | 12 | −11 | 0   |

| 2 de Setembro de 1996 | Vietnã | 3 – 1 | Camboja |  |
|                       |        |       |         |  |

| 2 de Setembro de 1996 | Indonésia | 5 – 1 | Laos |  |
|                       |           |       |      |  |

| 5 de Setembro de 1996 | Laos | 1 – 1 | Vietnã |  |
|                       |      |       |        |  |

| 5 de Setembro de 1996 | Myanmar | 5 – 0 | Camboja |  |
|                       |         |       |         |  |

| 7 de Setembro de 1996 | Vietnã | 4 – 1 | Myanmar |  |
|                       |        |       |         |  |

| 7 de Setembro de 1996 | Indonésia | 3 – 0 | Camboja |  |
|                       |           |       |         |  |

| 9 de Setembro de 1996 | Camboja | 0 – 1 | Laos |  |
|                       |         |       |      |  |

| 9 de Setembro de 1996 | Indonésia | 6 – 1 | Myanmar |  |
|                       |           |       |         |  |

| 11 de Setembro de 1996 | Indonésia | 1 – 1 | Vietnã |  |
|                        |           |       |        |  |

| 11 de Setembro de 1996 | Laos | 2 – 4 | Myanmar |  |
|                        |      |       |         |  |

#### Grupo B
| Time      | Ptd | V | E | D | GP | GC | SG  | Pts |
| --------- | --- | - | - | - | -- | -- | --- | --- |
| Tailândia | 4   | 3 | 1 | 0 | 13 | 1  | +12 | 10  |
| Malásia   | 4   | 2 | 2 | 0 | 15 | 2  | +13 | 8   |
| Singapura | 4   | 2 | 1 | 1 | 7  | 2  | +5  | 7   |
| Brunei    | 4   | 1 | 0 | 3 | 1  | 15 | −14 | 3   |
| Filipinas | 4   | 0 | 0 | 4 | 0  | 16 | −16 | 0   |

| 1 de Setembro de 1996 | Singapura | 1 – 1 | Malásia |  |
|                       |           |       |         |  |

| 2 de Setembro de 1996 | Filipinas | 0 – 5 | Tailândia |  |
|                       |           |       |           |  |

| 4 de Setembro de 1996 | Malásia | 7 – 0 | Filipinas |  |
|                       |         |       |           |  |

| 4 de Setembro de 1996 | Singapura | 3 – 0 | Brunei |  |
|                       |           |       |        |  |

| 6 de Setembro de 1996 | Tailândia | 6 – 0 | Brunei |  |
|                       |           |       |        |  |

| 6 de Setembro de 1996 | Singapura | 3 – 0 | Filipinas |  |
|                       |           |       |           |  |

| 8 de Setembro de 1996 | Brunei | 1 – 0 | Filipinas |  |
|                       |        |       |           |  |

| 8 de Setembro de 1996 | Tailândia | 1 – 1 | Malásia |  |
|                       |           |       |         |  |

| 10 de Setembro de 1996 | Malásia | 6 – 0 | Brunei |  |
|                        |         |       |        |  |

| 10 de Setembro de 1996 | Singapura | 0 – 1 | Tailândia |  |
|                        |           |       |           |  |

### Finais
|  | Semifinais     | Semifinais     |   |                | Final          | Final |  |
|  |                |                |   |                |                |       |  |
|  | 13 de Setembro |                |   |                |                |       |  |
|  | Malásia        | 3              |   |                |                |       |  |
|  | Indonésia      | 1              |   |                |                |       |  |
|  |                |                |   |                |                |       |  |
|  |                |                |   |                | 15 de Setembro |       |  |
|  |                |                |   |                | Tailândia      | 1     |  |
|  |                | Malásia        | 0 |                |                |       |  |
|  |                |                |   |                |                |       |  |
|  |                |                |   |                |                |       |  |
|  |                |                |   |                | Terceiro lugar |       |  |
|  | 13 de Setembro | 13 de Setembro |   | 15 de Setembro | 15 de Setembro |       |  |
|  | Tailândia      | 4              |   | Indonésia      | 2              |       |  |
|  | Vietnã         | 2              |   |                | Vietnã         | 3     |  |

#### Semi-finais
| 13 de Setembro de 1996 | Indonésia | 1 – 3 | Malásia |  |
|                        |           |       |         |  |

| 13 de Setembro de 1996 | Tailândia | 4 – 2 | Vietnã |  |
|                        |           |       |        |  |

#### Disputa do terceiro lugar
| 15 de Setembro de 1996 | Indonésia | 2 – 3 | Vietnã |  |
|                        |           |       |        |  |

#### Final
| 15 de Setembro de 1996 | Tailândia | 1 – 0 | Malásia |  |
|                        |           |       |         |  |

## Vencedor
| Vencedor da Copa Tiger de 1996 |
| Tailândia                      |
| ------------------------------ |
| Tailândia (1º título)          |

## Artilheiros
7 gols
- Natapong Sritong-in

6 gols
- K. Sanbagamaran

5 gols
- Kiatisuk Senamuang

4 gols
| - Kurniawan Dwi Yulianto - Peri Sandria | - Samsurin Abdul Rahman - Win Aung | - Fandi Ahmad - Vo Hoang Buu |

3 gols
| - Fachri Husaini - Eri Irianto | - M. Chandran - Phithaya Santawong | - Worrawoot Srimaka - Le Huynh Duc |

2 gols
| - Anuar Abu Bakar - Maung Maung Htay | - Maung Maung Oo - Myo Hlaing Win | - Tran Cong Minh - Nguyen Hong Son |

1 gol
| - Irwan Mohammad - Nuth Sony - Robby Darwis - Ansyari Lubis - Aples Gideon Tecuari - Saysana Savatdy - Chalana Luang-Amath | - Keolakhone Channiphone - Bounlap Khenkitisack - Phonesavanh Phimmasean - Azman Adnan - Zainal Abidin Hassan - Rosdee Sulong - Tin Myo Aung | - Hasnim Haron - Lim Tong Hai - Steven Tan - Nguyen Huu Dang - Huynh Quoc Cuong |

1 gol-contra
- Yeyen Tumena (jogando contra Vietnã)
- Azmil Azali (jogando contra Indonésia)